# Quryq
Quryq (kasachisch Құрық, russisch Курык Kuryk; bis 1993 Ералиев Jeralijew) ist ein Ort im Westen Kasachstans. Er liegt auf der Halbinsel Mangischlak und wurde 1963 gegründet.

## Geografie
Quryq liegt im Westen Kasachstans im Gebiet Mangghystau etwa 60 Kilometer südlich von Aqtau. Der Ort befindet sich im Süden der Halbinsel Mangischlak am östlichen Ufer des Kaspischen Meeres. Er ist Verwaltungssitz des Bezirks Qaraqija.
In der Nähe von Quryk liegt das Ölfeld Oimascha, auf dem seit 1980 Erdöl gefördert wird.

## Bevölkerung
Bei der Volkszählung 1999 hatte Quryq 6.701 Einwohner. Die Volkszählung 2009 ergab für den Ort eine Einwohnerzahl von 8.118. Bei der letzten Volkszählung 2021 lebten 11.466 Menschen in Quryq. Die Fortschreibung der Bevölkerungszahl ergab zum 1. Januar 2025 eine Einwohnerzahl von 11.454.
| Einwohnerentwicklung               | Einwohnerentwicklung | Einwohnerentwicklung | Einwohnerentwicklung | Einwohnerentwicklung | Einwohnerentwicklung |
| 1970                               | 1979                 | 1989                 | 1999                 | 2009                 | 2021                 |
| ---------------------------------- | -------------------- | -------------------- | -------------------- | -------------------- | -------------------- |
| 9.299                              | 10.966               | 10.629               | 6.701                | 8.118                | 11.466               |
| Anmerkung: Volkszählungsergebnisse |                      |                      |                      |                      |                      |

## Hafen Quryq
Der Hafen von Quryq (kasachisch Құрық порты, russisch Порт Курык) wurde im Dezember 2016 eröffnet und ist seit März 2017 in Betrieb. Der Bau eines neuen Hafens in Quryq wurde 2014 vom ehemaligen Präsidenten Nursultan Nasarbajew im Rahmen des nationalen Investitionsprogramms Nurly Schol und des chinesischen Projekts One Belt, One Road (Neue Seidenstraße) angekündigt. Damit sollen die Transport- und Logistikströme über das Kaspische Meer ausgebaut und die Frachtzeiten verkürzt werden. Im Zuge dessen sollte in Quryq einige Kilometer südlich von Aqtau ein wichtiger regionaler Verkehrsknotenpunkt entstehen. Der Bau des Hafens, der sich in einer natürlichen Bucht am östlichen Ufer des Kaspischen Meeres befindet, begann im März 2015. Im Hafen sollen hauptsächlich Getreide, Erdöl, Düngemittel und Chemikalien verschifft werden. Er ist an das kasachische Eisenbahnnetz angeschlossen; Betreiber ist die kasachische Bahngesellschaft Qasaqstan Temir Scholy.